# Danubio FC
Der Danubio Fútbol Club, kurz Danubio FC, ist ein Fußballverein aus Montevideo, Uruguay.

## Allgemeines
Der Vereinsname bezieht sich auf den spanischen Namen für den europäischen Fluss Donau. Die Vereinsfarben sind Schwarz und Weiß und sind eine Hommage an den Landesmeister von 1931, den Montevideo Wanderers. Der Diagonalstreifen des Trikots ist wiederum dem Trikot des argentinischen Spitzenklubs River Plate entlehnt. Der Verein trägt seine Heimspiele im Estadio Jardines del Hipódromo aus.

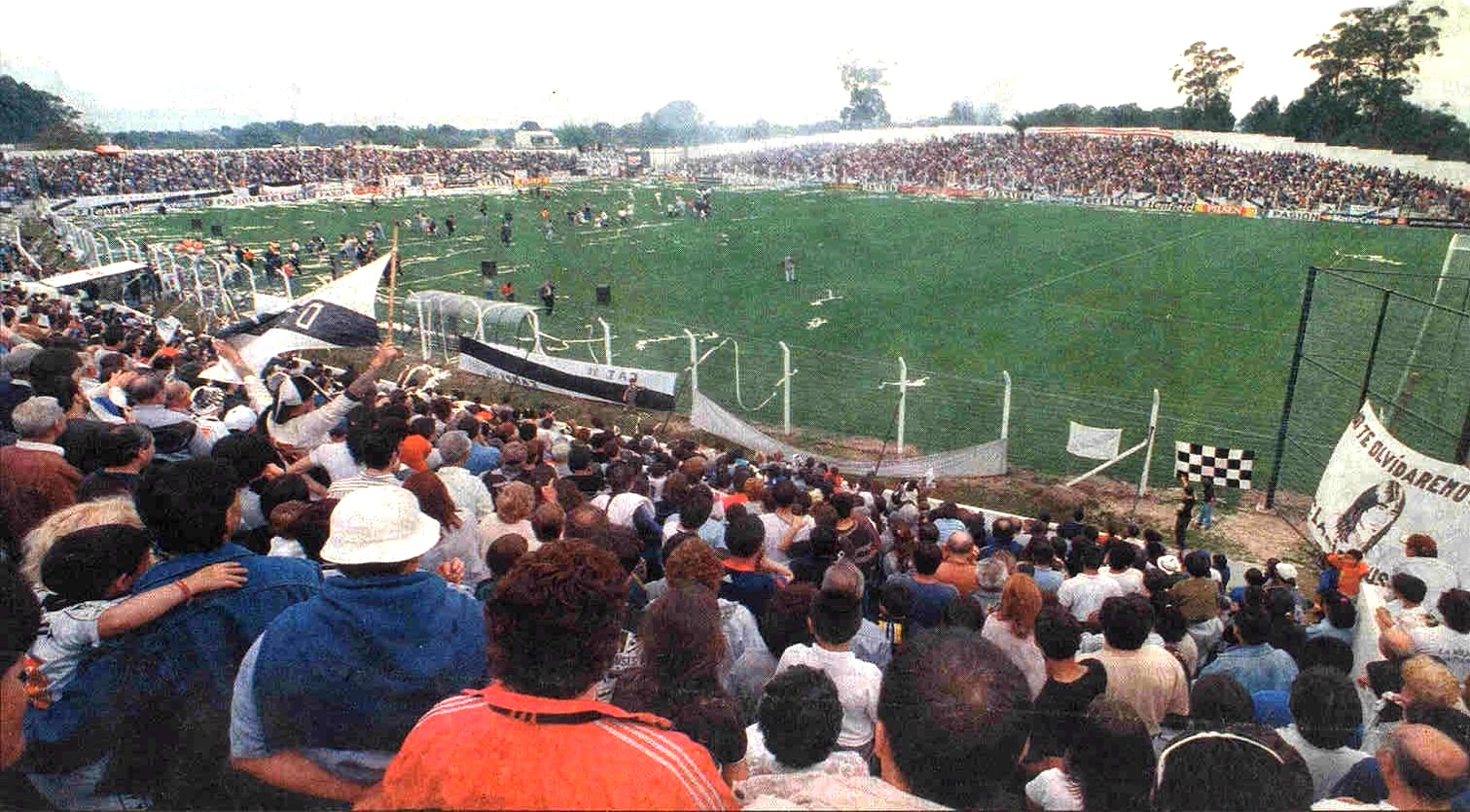
Jardines Del Hipódromo

## Geschichte

### Anfänge
Der Verein wurde am 1. März 1932 von bulgarischen Einwanderern gegründet. 1941 trat der Verein der Asociación Uruguaya de Fútbol (AUF) bei. In jenem Jahr erreichte man die Vize-Meisterschaft des Torneo Preparación Extra. Im Folgejahr gewann man ungeschlagen diese Meisterschaft. 1943 folgte der Sieg beim Torneo Preparación Intermedia und wurde – wiederum ungeschlagen – uruguayischer Meister der Intermedia. Auch entschied Danubio das Torneo Honor Intermedia zu seinen Gunsten.

### Zugehörigkeit zum Profifußball und erste Meisterschaft
Seit 1944 der Segunda División angehörig, der zweithöchsten Spielklasse Uruguays, wurde der Klub 1946 Vizemeister des Torneo Preparación B. Zudem konnte man die Meisterschaft des Torneo Honor B gewinnen. Im Jahr darauf erreichte man jeweils die Meisterschaft im Torneo Preparación B und dem Torneo Honor B, wurde uruguayischer Zweitliga-Meister und stieg in die Primera División auf. Dort gelangte die Erfolgskurve von Danubio an ihren bis dato höchsten Punkt, als man 1954 den zweiten Platz der uruguayischen Meisterschaft belegte. Vier Jahre später wurde man 1958 Zweiter beim Torneo Competencia. Einem Abstieg folgte die erneute Meisterschaft in der Segunda División im Jahre 1960. Nachdem man abermals die höchste Spielklasse Uruguays verlassen musste, konnte man 1970 die abermalige Rückkehr in die Primera División mit der nun zum dritten Mal gewonnenen Meisterschaft der Segunda División verbinden. Seither gehört der Verein ununterbrochen der höchsten uruguayischen Spielklasse an. Der Vizemeisterschaft des Jahres 1983 schloss sich 1988 der bis dato größte Erfolg der Vereinsgeschichte an, als die Mannschaft Danubios nach dem gewonnenen Torneo Competencia erstmals auch die uruguayische Meisterschaft zu ihren Gunsten entschied. Zur Jahrtausendwende begann eine äußerst erfolgreiche Phase für die Montevideaner. 2001 verbuchte man erstmals die Apertura-Meisterschaft und schon im Folgejahr legte man mit dem Gewinn des Rückrundentitels nach.

### Meisterschaft 2004
2004 wurde man zum zweiten Mal Uruguayischer Meister. In jenem Jahr sicherte man sich auch die Trophäen des zuvor ausgespielten Torneo Clasificatorio, ohne dabei auch nur eine einzige Niederlage zu kassieren, und ebenfalls diejenige der Clausura.
Die Meistermannschaft des Jahres 2004 bestand aus den folgenden Spielern:
Erste Elf: Luis Barbat, Luciano „Cafú“ Barbosa, Jádson Viera, Guillermo Rodríguez, Bruno Silva, Omar Pouso (Kapitän), Walter Gargano, Pablo Lima, Ignacio González, Ignacio Risso und Juan M. Salgueiro
Auswechselspieler: Diego Rariz, Jorge Anchén, Jorge Artigas, Diego Perrone und Juan M. Ortiz
Sonstige Ersatzspieler: Sandro Franco, Damián Malrechauffe, Damián Álvarez, Rubén da Silva und Gonzalo Gutiérrez
Trainergespann: Gerardo Pelusso (Trainer); Ruben Salnitro (Preparador fisico); Co-Trainer: Carlos Vázquez und Mario Viera.
Jadson Viera war dabei der einzige Spieler, der alle 39 Partien bestritt.

### Meisterschaft 2006/07
Nachdem sich der Meistertrainer Pelusso mit seinem Trainerteam zum Jahresende 2005 aus Montevideo verabschiedete, verpflichtete Danubio Gustavo Matosas als neuen Coach, dem anfangs der später zur Nationalmannschaft abgewanderte José Óscar Herrera (preparador físico) zur Seite stand. Der im anschließenden Torneo Clausura erreichte dritte Platz führte in der Saisongesamttabelle ebenfalls, allerdings lediglich aufgrund der schlechteren Tordifferenz, zum dritten Tabellenplatz. Die Saison 2006/07 bildete dann den bisherigen Höhepunkt, als man unter der Ägide von Matosas dem Apertura- auch den Clausura-Titel folgen ließ und letztlich Landesmeistertitel Nummer drei sicherstellte. Dies sollte der vorerst letzte Triumph Danubios bleiben.
Die siegreiche Mannschaft des Torneo Apertura 2006 bestand aus:
Esteban Conde, Damián Malrechauffe, Jadson Viera, Sergio Rodríguez, Leonardo Abelenda, Walter Gargano, Carlos Grossmüller, Jorge García, Ignacio González, Edinson Cavani, Juan Manuel Salgueiro, Pablo Lima, Raúl Ferro, Hámilton Ricard, Pablo Iglesias, Ribair Rodríguez, Damián Santín, Gary Kagelmacher, Jorge Anchén, Marcos Tora, Cristiano Gomes, Daley Mena, Diego Martiñones und Miguel Ximénez.
Das Trainerteam komplettierte nun: Esteban Gesto als preparador físico und die Co-Trainer Jorge Giordano und Luis Matosas. Absolute Stammspieler der Hinrunde waren Torhüter Conde sowie Viera, Grosmüller, Cavani und Salgueiro, die allesamt keine Partie verpassten. Als Rekordtorschütze der Apertura zeichnete „Nacho“ González mit zehn Treffern verantwortlich.
Zur Sommerpause verließen dann zwar die Spieler Anchén, Luciano Barbosa, Ximénez, Cavani und Salgueiro den Club, allerdings wurden im Gegenzug Torwart Martín Góngora sowie die beiden kolumbianischen Stürmer Jeffrey Díaz und Eudalio Arriaga verpflichtet. In der Rückrunde, in der sich Hamilton Ricard als erfolgreichster Torjäger des Clubs (acht Treffer) hervortat, wiesen wieder Conde und Viera die meiste Spielzeit aller Akteure auf. Torhüter Conde sollte auch der einzige Spieler sein, der in allen Saisonbegegnungen zum Einsatz kam. Ignacio González erzielte über den gesamten Saisonverlauf gesehen mit 13 Treffern das Maximum.
Dem Meisterkader gehörten somit folgende Spieler an:
Esteban Conde, Jadson Viera, Sergio Rodríguez, Marcelo González, Pablo Lima, Walter Gargano, Carlos Grossmüller, Jorge García, Ignacio González, Hamilton Ricard, Eudalio Arriaga, Damián Malrechauffe, Raúl Ferro, Jeffrey Díaz, Marcos Tora, Diego Martiñones, Daley Mena, Marcel Román, Martín Góngora, Damián Santín, Alvaro Noble, Willians Peralta, Enzo Scorza, Nicolás Gentilio, Guillermo Reyes, Edinson Cavani, Gary Kagelmacher, Juan M. Salgueiro, Leonardo Abelenda, Ribair Rodríguez, Pablo Iglesias, Jorge Anchén und Miguel Ximénez.
Insgesamt zählt der Verein, abgesehen von den beiden deutlich dominierenden Nacional und Peñarol, zu den erfolgreichsten Mannschaften seit Einführung des Profifußballs in Uruguay. In der Ewigen Tabelle der Primera División belegte man nach Abschluss der Spielzeit 2011/12 den fünften Rang. 2012/13 befand sich der Verein in einer sportlich schwierigen Lage, als man nach dem Ende des Torneo Apertura 2012 nur den letzten Tabellenplatz belegte. In der Clausura 2013 erkämpfte man jedoch einen fünften Rang, so dass man in der Jahresabschlusstabelle auf Position 11 klassierte.

### Meisterschaft 2013/14
Auch in der Folgesaison setzte man die positive Entwicklung fort und gewann die Apertura 2013 mit einem Punkt Vorsprung vor River Plate Montevideo. In der Clausura 2014 wurde man Fünfter. Damit belegte Danubio in der Jahresgesamttabelle der Saison 2013/14 den 4. Platz. Als Apertura-Sieger qualifizierte man sich zudem für das Halbfinalspiel um die uruguayische Meisterschaft gegen den Clausura-Sieger Montevideo Wanderers, die bei einer Niederlage Danubios bereits ohne ein auszuspielendes Finale Meister gewesen wären.
Im sodann am 25. Mai 2014 ausgespielten Halbfinale gegen Danubio unterlagen die Wanderers mit 0:3. Damit kam es schließlich zu zwei die Meisterschaft 2013/14 entscheidenden Finalspielen. Nachdem das erste Finale am 3. Juni 2014 im Estadio Luis Franzini 0:0-Unentschieden endete, gewann Danubio das zweite, von vier Platzverweisen begleitete Finalspiel am 8. Juni 2014 im Gran Parque Central schließlich nach Elfmeterschießen, nachdem es 2:2 nach Verlängerung gestanden hatte. Somit wurde Danubio zum vierten Mal Uruguayischer Meister. Zum Held der Partie avancierte Torhüter Salvador Ichazo, der im Elfmeterschießen vier Elfmeter parierte.

### Internationale Wettbewerbe
Bislang sechsmal qualifizierte sich Danubio auch für die Copa Libertadores und nahm an diesem internationalen Vereinswettbewerb teil. Der Premiere im Jahre 1978 unter Trainer Pedro Cubilla, bei der man in der Gruppenphase scheiterte, folgte ein zweiter Auftritt 1984. Auch bei dieser Gelegenheit gelangten die Spieler von Óscar Tabárez nicht in die nächste Runde. Den bislang erfolgreichsten internationalen Auftritt gestaltete Danubio im Rahmen der Copa Libertadores 1989. Bei dieser dritten Teilnahme stieß man bis ins Halbfinale vor. Atlético Nacional, der spätere Sieger der Copa, erwies sich dort jedoch als zu starker Gegner. Als Trainer zeichnete in jener Zeit Ildo E. Maneiro bei den Montevideanern verantwortlich. 2005 (Aus in der Gruppenphase), trainiert von Gerardo Pelusso, 2007 (gescheitert in der Qualifikationsrunde) unter Gustavo Matosas und 2008 (Aus in der Gruppenphase) mit Gustavo Dalto auf der Trainerbank, konnte man an den 1989er Erfolg nicht anknüpfen.

## Erfolge
- 4× Uruguayischer Meister: 1988, 2004, 2006/07, 2013/14
- 3× Meister des Torneo Apertura: 2001, 2006, 2013
- 3× Meister des Torneo Clausura: 2002, 2004, 2007
- Meister des Torneo Clasificatorio: 2004 (ungeschlagen)
- Meister des Torneo Competencia: 1988
- 3× Uruguayischer Meister der Segunda Division: 1947, 1960 und 1970

## Trainerhistorie
- 1941 bis 1946: Ricardo Facchio
- 1947: Rinaldo Daverio
- 1947 bis 1951: Hugo Bagnulo
- 1951 bis 1953: Alejandro Morales
- 1954 bis 1955: Juan Carlos Corazzo
- 1956: Roque Máspoli
- 1956: Segundo Gonzalez
- 1957 bis 1958: Juan Carlos Corazzo
- 1958: Enrique Lupiz
- 1959: Emilio Pedutto
- 1959: Julio Sagastume
- 1960: Jacobo Jack
- 1960: Alejandro Morales
- 1961 bis 1962: Juan Carlos Taibo
- 1962 bis 1963: José Etchegoyen
- 1963 bis 1964: Enrique Lupiz
- 1965 bis 1967: Rafael Milans
- 1968: José Etchegoyen
- 1968: William Martínez
- 1969: Juan Carlos Corazzo
- 1969: Segundo Gonzalez
- 1969: Juan C. Ranzone
- 1970: Rodolfo Zamora
- 1971 bis 1972: Raúl Bentancor
- 1972: Adhemar Casales
- 1973 bis 1974: Carlos Silva Cabrera
- 1975: Roberto Scarone
- 1975 bis 1976: Raúl Bentancor
- 1977: Julio C. Abbadie
- 1977 bis 1978: Luis Cubilla
- 1978: Pedro Cubilla
- 1979: Héctor Silva
- 1979: Raúl Bentancor
- 1979: Vito Fierro
- 1980: Sergio Markarián
- 1981: Raúl Bentancor
- 1981: Walter Taibo
- 1981: Ángel Brunell
- 1982: Sergio Markarián
- 1983: Luis Garisto
- 1984: Óscar Tabárez
- 1985: Raúl Bentancor
- 1985 bis 1986: Angel Traverso
- 1986 bis 1987: Luis Cubilla
- 1988 bis 1989: Ildo Maneiro
- 1990: Julio Avelino Comesaña
- 1991: Miguel Piazza
- 1992 bis 1993: Ildo Maneiro
- 1994: Rafael Perrone
- 1994: Oscar Alfonso
- 1995: Ildo Maneiro
- 1996: Miguel Piazza
- 1997: Ildo Maneiro
- 1997: Miguel Piazza
- 1998: Ángel Castelnoble
- 1998 bis 2001: Jorge Fossati
- 2001: Ariel Krasouski
- 2002: Daniel Martínez
- 2002: Jorge Fossati
- 2003: Gregorio Perez
- 2003: Roberto Roo
- 2003: Manuel Keosseián
- 2004 bis 2005: Gerardo Pelusso
- 2006 bis 2007: Gustavo Matosas (Trainerteam: José Herrera (preparador físico))
- 2008 bis zum 10. Spieltag der Clausura 2008: Gustavo Dalto
- 2008 bis zum 11. Spieltag der Clausura 2009: Martín Lasarte
- 2009: Alejandro Garay (interimsweise)
- Apertura 2009 bis 6. Spieltag der Clausura 2010: Jorge Giordano
- Clausura 2010: Sergio Markarián
- Apertura 2010: Gustavo Matosas
- Dezember 2010 bis Mai 2011 (12. Spieltag der Clausura): Eduardo Acevedo[11]
- Mai 2011[12] bis Ende Clausura 2011: Gustavo Machaín (interimsweise)
- Apertura 2011[11] bis 5. September 2012[13] (1. Spieltag Apertura 2012): Daniel Sánchez[11]
- ab 5. September 2012: Daniel Martínez (interimsweise, Jugendtrainer des Vereins)[14]

Am 17. September 2012 präsentierte Danubio Juan Ramón Carrasco im Rahmen einer Pressekonferenz in Nachfolge von Daniel Sánchez als neuen Trainer. Das Trainerteam bestand aus Ildo Maneiro und Carrascos für die Mannschaft in der Tercera División zuständigen Sohn Juan Carlos. Ebenfalls standen Carrasco Alejandro Martínez und als Torwarttrainer Omar Garate zur Seite. Ende Dezember 2012 wurde seitens des Vereins bekannt gegeben, dass zur Clausura 2013 Leonardo Ramos die Mannschaft betreuen wird. Dieser verließ den Klub nach der Saison 2014/15 und wurde am 23. Juni 2015 offiziell für die folgende Saison durch den neuen Cheftrainer Jorge Castelli und dessen Assistenten Lorenzo Carrabs ersetzt. Torwarttrainer ist weiterhin Pipa Ruben Rodríguez. Am 19. September 2015 einigten sich die Vereinsverantwortlichen und Castelli auf eine sofortige Beendigung seiner Trainertätigkeit bei Danubio, nachdem die Mannschaft aus den ersten sechs Spieltagen lediglich sieben Punkte geholt hatte und in der Copa Sudamericana 2015 früh ausgeschieden war. Am Folgetag wurde Luis González, seit Januar 2013 Trainer der Reservemannschaft, zum neuen Cheftrainer befördert, in dessen Stab auch weiterhin Carrabs tätig sein sollte.
- März 2016 bis Mai 2016: Pablo Gaglianone[20]
- Mai 2016 bis Dezember 2016: Leonardo Ramos[21]
- seit Januar 2017: Pablo Rodríguez[22]

## Ehemalige Präsidenten
| - 1932–?: Miguel Lazaroff - 1939–1940: Angel Gómez - 1941: Angel Nicolazzi - 1942–1959: Hugo Forno - 1960: Antonio Souto - 1960: Juan Delgado - 1961: Hugo Forno - 1962: Antonio Suárez Ponte - 1963–1968: Julio Oyenard - 1969–1970: Arquímedes Manta Santoro - 1971–1972: Felipe Ruíz - 1973–1974: Nelson Ciapessoni - 1975–1976: Donato Grieco | - 1977–1978: Nelson Ciapessoni - 1979–1980: Miguel Lazaroff - 1981–1988: Héctor Del Campo - 1989–1990: Donato Grieco - 1991–1992: Héctor Del Campo - 1992: Américo García - 1992: Carpentier Salhón - 1993–1994: Daniel Carrero - 1995–2003: Fernando Nodar - 2003: Hugo Sebastiani - 2004–2010: Arturo Del Campo - 2011–2012: Hugo Sebastiani - 2013–?: Oscar Curutchet - mind. 2017–: Boris Igelka |

Quelle bis 2013:

## Weitere ehemalige Spieler
| - Christian Callejas - Fabián Carini - Nery Castillo - Rubén da Silva - Víctor Espárrago - Diego Forlán - Alcides Ghiggia | - Alejandro Lembo - Éber Moas - Richard Núñez - Rubén Olivera - Álvaro Recoba - Marcelo Zalayeta |